# Theodora Komnene
Theodora Komnene of Comnena (Grieks: Θεοδώρα Κομνηνή, Theodōra Komnēnē) (geboren c. 1145 - na 1180) was een nicht van de Byzantijnse keizer Manuel I Komnenos en vrouw van Boudewijn III van Jeruzalem.

## Familie
Theodora was een dochter van gouverneur Isaac Komnenos en zijn tweede vrouw Eirene Synadene. Haar vader was een zoon van keizer Johannes II Komnenos en Irene van Hongarije, een dochter van Ladislaus I van Hongarije.
Haar oom aan vaderskant was keizer Manuel I Komnenos. Haar zus Eudokia Komnenos huwde met Willem VIII van Montpellier en was de grootmoeder van Jacobus I van Aragón. Haar halfzus Maria Komnenos trouwde met Stefanus IV van Hongarije.

## Koningin-gemaal
Boudewijn III van Jeruzalem had de controle over het Koninkrijk Jeruzalem overgenomen van zijn moeder en regent koningin Melisende in 1153. Ondanks dat was hij nog ongetrouwd en rond 1157 werd er door de hofraad besloten om een vrouw voor hem te zoeken in het Byzantijnse Rijk, het machtigste buurland van het koninkrijk. Een Byzantijnse alliantie zou mogelijk geld en militaire steun binnenbrengen tegen Nur ad-Din, sultan van Syrië en Jeruzalems grootste vijand.
Attard, aartsbisschop van Nazareth, Humfred II van Toron, constable van Jerusalem, Joscelin Piscellus, en Willem de Barris werden naar Constantinopel gestuurd om te onderhandelen over een huwelijk voor hun koning (Attard overleed tijdens deze opdracht). De ambassadeurs werden vertraagd in Constantinopel voor bijna een jaar, maar er werd uiteindelijk besloten dat Theodora gekozen was als Boudewijns vrouw. Rond die tijd was ze nog maar 12 à 13 jaar oud, maar werd toen al geprezen om haar schoonheid. Haar bruidsschat werd geschat op 100.000 hyperpyra en kroniekschrijver Willem van Tyrus beweerde dat haar trouwkleding ook nog eens een waarde van 14.000 hyperpyra bedroeg, wat een huwelijksgeschenk van Boudewijn bleek. Theodora werd de stad Akko toegezegd, mocht Boudewijn III vroegtijdig en kinderloos overlijden.
De ambassadeurs verschenen weer in Jeruzalem met Theodora in september 1158. Aimery van Limoges, de patriarch van Antiochië, leidde de huwelijksvoltrekking, dit omdat de patriarch van Jeruzalem nog niet gekozen was. Boudewijn III stond voorheen bekend om zijn frivole levensstijl, maar werd nu een toegewijde en loyale man. Het huwelijk bleef kort en kinderloos; Boudewijn overleed al een paar jaar later in 1162, Theodora achterlatend, die nu als weduwe van 17 jaar de stad Akko als onderpand kreeg.

## Nieuwe relatie met Andronicus
Een paar jaar later in 1166, bezocht Theodora's bloedverwant Andronicus het Heilige land, hij kreeg meteen het heerschap van Beiroet tot zijn beschikking van Boudewijn III's broer en opvolger Amalrik I van Jeruzalem. Andronicus nodigde Theodora vervolgens uit naar Beiroet te komen om vervolgens met haar naar Damascus weg te lopen, of zoals Willem van Tyrus het citeerde - Andronicus ontvoerde haar in samenwerking met Nur ad-Din. Het is echter aannemelijk dat dit geen ontvoering was, omdat Andronicus al getrouwd was en al een achtergrond van verschillende affaires achter de rug had met o.a. Phillippa, zuster van Bohemund II van Antiochië en met Manuels vrouw Maria van Antiochië - en waarschijnlijk bezig was aan het ontsnappen van Manuels vervolging daarop, die deze incestueuze affaires niet goedkeurde. Omdat er geen legaal huwelijk uit voortkwam, werd Akko weer opgenomen in het koninklijk domein door Koning Amalrik. Amalrik trouwde ook met een Byzantijnse prinses Maria Comnena zodat de alliantie met het Byzantijnse Rijk intact bleef.
Aan het hof van Nūr al-Dīn in Damascus, kregen Andronikos en Theodora twee kinderen, Alexios en Eirene, ondanks dat Andronicus onvermijdelijk geëxcommuniceerd werd. Ze reisde daarna naar Baghdad en een tijdje later naar het Sultanaat van Rum, waar Andronicus een kasteel kreeg in Paphlagonia. Enige jaren daarna werden Theodora en haar kinderen gevangengenomen en overgedragen aan Keizer Manuel, deze hield ze in Constantinopel als aas voor Andronicus om hem te laten terugkeren naar het Byzantijnse Rijk om hem daarna trouw te laten zweren. Hij capituleerde dan ook en bezocht Manuel in Constantinopel in 1180 om zijn trouw te zweren. Andronicus keerde in 1182 definitief terug naar Constantinopel en werd in 1183 keizer, het is niet bekend of Theodora daadwerkelijk weer met hem ging leven en ze komt voor zover bekend niet meer voor in kronieken en het is daardoor dat haar overlijdensdatum onbekend is gebleven.